# Temple Hills
Temple Hills és una concentració de població designada pel cens dels Estats Units a l'estat de Maryland. Segons el cens del 2000 tenia 7.792 habitants.

## Demografia
Segons el cens del 2000, Temple Hills tenia 7.792 habitants, 3.156 habitatges, i 1.937 famílies. La densitat de població era de 2.228,5 habitants per km².
Dels 3.156 habitatges en un 36,7% hi vivien nens de menys de 18 anys, en un 28,8% hi vivien parelles casades, en un 27,1% dones solteres, i en un 38,6% no eren unitats familiars. En el 32,3% dels habitatges hi vivien persones soles el 3,2% de les quals corresponia a persones de 65 anys o més que vivien soles. El nombre mitjà de persones vivint en cada habitatge era de 2,47 i el nombre mitjà de persones que vivien en cada família era de 3,11.
Per edats la població es repartia de la següent manera: un 29,6% tenia menys de 18 anys, un 10,2% entre 18 i 24, un 37% entre 25 i 44, un 18,3% de 45 a 60 i un 4,9% 65 anys o més.
L'edat mediana era de 30 anys. Per cada 100 dones de 18 o més anys hi havia 74,2 homes.
La renda mediana per habitatge era de 44.868 $ i la renda mediana per família de 49.318 $. Els homes tenien una renda mediana de 35.192 $ mentre que les dones 32.500 $. La renda per capita de la població era de 21.939 $. Entorn del 9,9% de les famílies i el 10,4% de la població estaven per davall del llindar de pobresa.

## Poblacions més properes
El següent diagrama mostra les poblacions més properes.